# 卡卡瓦爾
7°35′00″N 75°27′53″W / 7.58322°N 75.46466°W
卡卡瓦爾是哥倫比亞的城鎮，位於該國東部，由瓜伊尼亞省負責管轄，面積6,457平方公里，海拔高度117米，2005年人口1,662，人口密度每平方公里0.26人。